# Tour de Flandes 1931
El Tour de Flandes 1931 es la 15.ª edición del Tour de Flandes. La carrera se disputó el 22 de marzo de 1931, con inicio en Gante y final en Wetteren después de un recorrido de 227 kilómetros. 
El vencedor final fue el belga Romain Gijssels, que se impuso al esprint a sus cinco compañeros de fuga en Wetteren. El neerlandés Cesar Bogaert fue segundo, mientras que el belga Jean Aerts acabó tercero.

## Clasificación final
|    | Ciclista               | Equipo             | Tiempo     |
| -- | ---------------------- | ------------------ | ---------- |
| 1  | Romain Gijssels        | Dilecta-Wolber     | 6h 52' 00" |
| 2  | Cesar Bogaert          | La Nordiste-Wolber | m. t.      |
| 3  | Jean Aerts             | Genial Lucifer     | m. t.      |
| 4  | Hector Martin          | Alcyon-Dunlop      | m. t.      |
| 5  | Gustave Van Slembrouck | La Nordiste-Wolber | m. t.      |
| 6  | Julien Vervaecke       | La Nordiste-Wolber | m. t.      |
| 7  | Emile Joly             | Alcyon-Dunlop      | + 3' 00"   |
| 8  | Alfons Schepers        | Alcyon-Dunlop      | + 3' 00"   |
| 9  | Armand van Bruaene     | Oscar Egg-Dunlop   | + 3' 00"   |
| 10 | Francois Moreels       |                    | + 3' 00"   |